# Erich Windhab

Erich Josef Windhab (ca. 1992)

Erich Josef Windhab (* 6. Mai 1956 in Karlsruhe) ist ein deutscher Ingenieur für Lebensmitteltechnologie.

## Leben
Windhab studierte Chemieingenieurwesen und Verfahrenstechnik an der Universität Karlsruhe (TH), wo er 1985 an der Fakultät für Chemieingenieurwesen bei Hans Buggisch promoviert wurde.
Im Auftrag der Niedersächsischen Landesregierung und finanziert von der VolkswagenStiftung gründete Windhab 1985 das Deutsche Institut für Lebensmitteltechnik (DIL) in Quakenbrück, zu dessen Vizepräsident er 1987 befördert wurde. Von 1988 bis 1992 lehrte Windhab Rheologie am Forschungszentrum Weihenstephan für Brau- und Lebensmittelqualität der TU München. Einen Ruf auf den Lehrstuhl in München lehnte er ab und entschied sich für die ETH Zürich.
Von April 1992 bis zu seiner Emeritierung im August 2021 war er ordentlicher Professor für Lebensmittelverfahrenstechnik am Institut für Lebensmittel- und Ernährungswissenschaften der ETH Zürich.